# Simraungadh
Simraungadh (Nepali सिम्रौनगढ; alter Name Simara-vanagadha) ist eine Stadt (municipality) im Distrikt Bara im Süden Nepals nahe der indischen Grenze. Das Stadtgebiet umfasst eine Fläche von ca. 41,5 km².

## Lage und Klima
Simraungadh liegt im Norden der Gangesebene ca. 170 km südlich von Kathmandu im mittleren Terai-Flachland in einer Höhe von ca. 80 m; die nächstgrößere Stadt in Indien, Motihari, liegt etwa 50 km südwestlich.

## Bevölkerung
| Jahr      | 1991 | 2001 | 2011   | 2021   |
| Einwohner | --   | --   | 48.570 | 54.878 |

Die meisten Einwohner sind in den letzten Jahrzehnten des 20. und zu Beginn des 21. Jahrhunderts aus den Dörfern der Umgebung zugewandert.

## Wirtschaft
Das Umland der Stadt ist landwirtschaftlich geprägt. Die Stadt selbst lebt von Handel und Handwerk.

## Geschichte
Simraungadh war unter der hinduistischen Karnat-Dynastie vom ausgehenden 11. bis ins 14. Jahrhundert bis zu ihrer Einnahme durch das von der muslimischen Tughluq-Dynastie regierte Sultanat von Delhi Hauptstadt eines unabhängigen Königreiches. Die heutige Stadt entstand Ende des Jahres 2014 durch Zusammenlegung der Village Development Committees (VDCs) Amritganj, Golaganj, Hariharpur und Uchidia.

## Sehenswürdigkeiten
- Am Ufer eines künstlich angelegten Wasserbeckens im Herzen der Stadt steht der auf quadratischem Grundriss errichtete Kankali-Tempel. Kankali ist eine andere Bezeichnung für die Göttin Kali.

Umgebung
- Vom mittelalterlichen Fort (lokaler Name Baahi) nahe der Grenze zur indischen Bundesstaat Bihar sind noch Reste erhalten.
- Bedeutendstes Monument ist ein auf einer steinernen kalasha-Vase ruhender ca. 15 m hoher monolithischer, aber inschriftloser Pfeiler mit wechselndem Querschnitt und viereckigem Kapitell-Aufsatz.

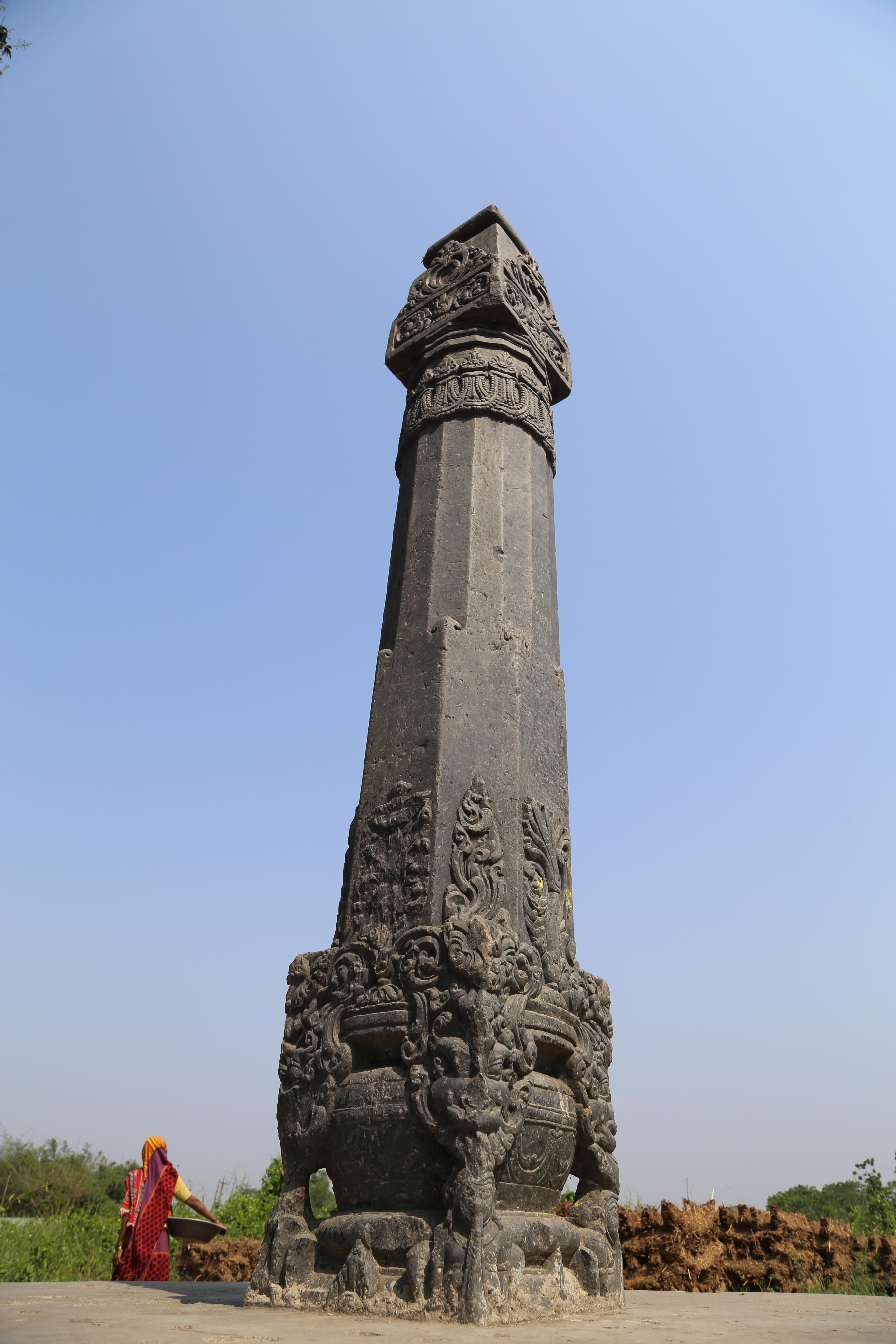
Pfeiler
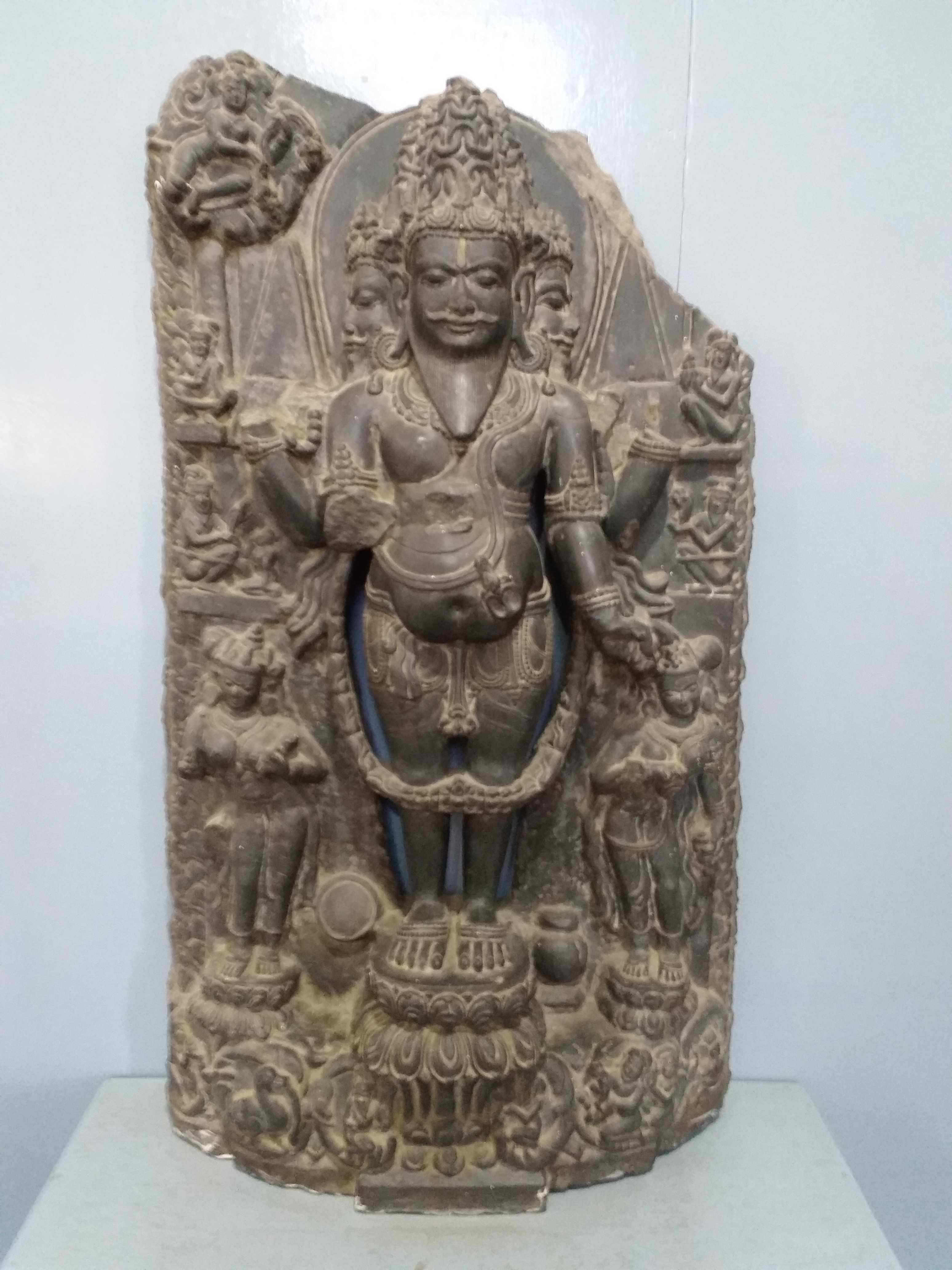
Dreiköpfige Brahma-Statue